# La Matança
La Matança (en castellà i oficialment, La Matanza) és una pedania del municipi d'Oriola, a la comarca del Baix Segura. A l'extrem sud del País Valencià, se situa a 73 m.s.n.m. i limita amb la Regió de Múrcia. El poble està ubicat al camp de la Matança, separat de la vall del riu Segura per la serra d'Oriola.
Té 1.092 habitants (INE 2013) i una extensió de 25 km². La patrona és la Mare de Déu del Remei, titular de l'església construïda al segle xviii.